# Maarten Treurniet
Maarten Treurniet  (Amsterdam, 21 januari 1959) is een Nederlands filmregisseur.
De Amsterdammer verhuisde naar Dwingeloo en ging naar Dr. Nassau College in Assen van 1971 tot 1977. Daarna ging hij in Amsterdam chemie studeren aan de Universiteit van Amsterdam en vervolgens elektronica aan de Hogere technische school. Daar maakte Treurniet kennis met sound effects en kwam in contact met theatergroep Orkater. Hij produceerde de cd's en langspeelplaten. Daarna ging hij naar de Nederlandse Filmacademie van 1986 tot 1990. Gedurende die periode werkte Treurniet voor de  VPRO.
Hij deed in 1990 het scenario en de regie van Het Nadeel van de Twijfel samen met Frank Ketelaar. 
Toen hij afgestudeerd was maakte hij korte films en commercials. Hij bouwde het op naar langere films en series.
In 1999 won hij met de televisiefilm Het paradijs (met o.a. Renée Fokker) diverse internationale prijzen.
Hij regisseerde commercials voor onder andere Amstel Bier, Volkswagen, Unilever, Peugeot, Nationale-Nederlanden.
Hij is gehuwd met scenariste en actrice Marnie Blok en zij wonen in Amsterdam.

## Films en Series
- Het Nadeel van de Twijfel
- Lekker Groeien
- Sjans (televisieserie met o.a. Sylvia Millecam
- Pleidooi met o.a. Peter Blok
- Zwarte Sneeuw met o.a. Tamar van den Dop
- Zonder Zelda
- Het Glinsterend Pantser (telefilm met o.a. Gijs Scholten van Aschat en Victor Löw
- Het Paradijs
- de Passievrucht
- Birth of the Western Holland 1903 (korte film)
- De Heineken Ontvoering
- Lijn 32, televisiedramaserie, scenario van Marnie Blok
- Kenau, scenario van Marnie Blok
- Nieuwe buren, in 2016 3 afleveringen van deze televisieserie
- Zomer in Zeeland (Televisieserie, 2018)